# The Way of the World
The Way of the World é um filme mudo norte-americano de 1910 em curta-metragem, do gênero drama, dirigido por D. W. Griffith.